# Changzuiornis
Changzuiornis ist eine ausgestorbene Gattung der Ornithuromorpha.
Der Gattungsname leitet sich vom chinesischen changzui „das längste“ und dem griechischen ornis „Vogel“ ab und bezieht sich auf den langen Schnabel.
Die einzig bekannte Art heißt Changzuiornis ahgmi.
Die Artenbezeichnung bezieht sich auf das Anhui Geological Museum (AHGM), in dem das Holotyp-Exemplar untergebracht ist.
Die Benennung und Beschreibung erfolgte 2016 durch Huang Jiandong, Wang Xia, Hu Yuanchao, Liujia, Jennifer A. Peteya und Julia A. Clarke.

## Überreste
Das Fossil (Holotyp AGB5840) wurde in der Jiufotang-Formation entdeckt, welche im heutigen China liegt. Die Überreste stammen aus der Unterkreide (Aptium). Es besteht aus einem fast vollständigen verbundenen Skelett mit Schädel. Das Exemplar ist erwachsen.
Reste von Gastrolithen und Teile der Zunge sind erhalten geblieben. Die hinteren Enden beider Schulterblätter fehlen. Das Brustbein ist nicht sichtbar. Es sind nur schwache Umrisse von mehreren freien Schwanzwirbeln erkennbar. Der Pygostyl ist klar freigelegt und ist kurz. Die Federreste sind in schlechter Verfassung. Die vorhandenen Körperkonturfedern sind mit dem hinteren Schädel verbunden. Außerdem sind beiden Vorderbeinen mehrere Primärfedern zugeordnet. Ungefähr sieben spitze, kleine, schmale und ungezackte Zähne sind zwischen Oberkiefer und Zahnfleisch freigelegt.

## Besonderheiten
Changzuiornis waren einer der größeren Vögel der Gegend mit einer Flügelspannweite von etwa einem halben Meter. Es unterscheidet sich von anderen Gattungen: Der Schnabel ist länglich und macht mehr als 60 % der gesamten Schädellänge aus (ca. 68 % beim Exemplar AGB5840). Der größte Teil des Schnabels besteht aus dem Oberkiefer. Es unterschied sich vom Xinghaiornis durch seine viel kleinere Körpergröße und den vielen winzigen Zähne am Unterkiefer. Die neue Art unterscheidet sich von Hesperornithiformes und Ichthyornis durch signifikant kleinere Zähne mit graderen Kronen. Beide Zwischenkieferbeine sind im Gegensatz zu den Enantiornithes wie z. B. Longipteryx, Rapaxavis, Longirostravis und Shanweiniao vollständig zahnlos.